# Siuna
Siuna is een gemeente in de autonome regio Costa Caribe Norte in Nicaragua. In 2015 telde de gemeente 103.000 inwoners, waarvan ongeveer vijftien procent in urbaan gebied (área de residencia urbano) woont.

## Geografie
Siuna ligt in het noorden van het land in het binnenland van de autonome regio in de Cordillera Isabelia op een hoogte van 200 meter. De hoofdplaats bevindt zich op zo'n 320 km van de landelijke hoofdstad Managua en op ongeveer 220 km van de regionale hoofdstad Puerto Cabezas.

### Rivieren
Het stroomgebied van de Río Prinzapolka beslaat 60% van het oppervlak van de gemeente en daarbij behoren de volgende zijrivieren: Río Uly, Río Danly, Río Wany, Río Labú, Río Silvy en Río Yaoya. Het overige deel van de oppervlakte bestaat uit het stroomgebied van de Río Grande de Matagalpa met de volgende zijrivieren: Río Matis, Río Arenaloso, Río Iyas, Río Kum, Río Waspado, Río Lisawe, Río Waspuk, Río Iyas, Río Umbla en Río Tuma.

### Aangrenzende gemeenten
| Aangrenzende gemeenten | Aangrenzende gemeenten | Aangrenzende gemeenten | Aangrenzende gemeenten | Aangrenzende gemeenten |
| ---------------------- | ---------------------- | ---------------------- | ---------------------- | ---------------------- |
|                        |                        | Bonanza                |                        | Rosita                 |
|                        |                        |                        |                        |                        |
| San José de Bocay (J)  | Prinzapolka            |                        |                        |                        |
|                        |                        |                        |                        |                        |
| Waslala                |                        | Mulukukú               |                        |                        |

### Klimaat
Het heeft een moessonklimaat met een gemiddelde jaartemperatuur van 26°C en de neerslag bedraagt zo'n 2000 mm per jaar.

## Economie
De omgeving van Siuna is een belangrijk mijnbouwgebied in Nicaragua voor de winning van goud. Sinds het begin van de 20e eeuw wordt er al goud gedolven, nadat het aan het eind van de negentiende eeuw was ontdekt.